# Тюен (окръг)
Тюен (на френски: Thuin) е окръг в Южна Белгия, провинция Ено. Площта му е 934 km², а населението – 151 912 души (по приблизителна оценка от януари 2018 г.). Административен център е град Тюен.